# Fuat Oktay
Fuat Oktay (Yozgat, 1964. –) török politikus, köztisztviselő és akadémikus, aki 2018. július 10. óta Törökország első és jelenlegi alelnöke. Független, korábban 2016-tól az alelnöki tisztségbe való kinevezéséig, a 2017-es alkotmányos népszavazás után létrehozott hivatal létrehozásáig a török miniszterelnök államtitkáraként dolgozott.

## Fiatalkora és pályafutása

### Tanulmányai
Fuat Oktay 1964-ben született Çekerekben, Yozgatban, és a Çukurova Egyetemen tanult menedzsmentet. A diplomáját 1985-ben szerezte meg, majd az egyetemen kezdett dolgozni, mint kutatási asszisztens. 1990-ben a detroiti Wayne State University-n szerzett mesterdiplomát üzlet- és gyártástechnológiából, valamint ipari mérnöki doktori címet. Az Egyesült Államokban töltött ideje alatt az autóipari mérnöki és kommunikációs területekre specializálódott.

### Tudományos és tanácsadói karrier
A 2001-es gazdasági válság idején Oktay válságkezelői feladatokat látott el, miközben a Beykent Egyetem menedzsment tanszékének vezetőjeként és dékánhelyettesként is tevékenykedett. Akadémiai karrierje mellett Oktay tanácsadóként és tanácsadóként is dolgozott állami és magánvállalatoknál, sokuknál vezérigazgatói, alelnöki és igazgatósági tagi minőségben.

### Magánszektor
2001. május 13-tól 2003. október 1-jéig, másfél évig Oktay maradt a Yimpas Necessity vezetésében.
Oktay 2008 és 2012 között a Turkish Airlines stratégiai tervezésért és üzletfejlesztésért, termeléstervezésért és informatikáért, valamint értékesítésért és marketingért felelős vezérigazgató-helyetteseként dolgozott. 2008 és 2012 között a Turkish Airlines márkanév alatt számos fejlesztési projektért volt felelős, emellett a Külgazdasági Kapcsolatok Testületének (DEİK), valamint a török-angol, török-német és török-spanyol üzleti tanácsoknak vezetőségi tagja volt.
Oktay a Turkish Aerospace Industries (TAI), a Turkish Technic és a Türk Telekom alelnökeként is ügyvezető igazgatósági tag volt.

## Közszolgálat
2012 és 2016 között Oktay a Katasztrófa- és Vészhelyzet-kezelési Elnökség (AFAD) vezetője volt. Szerepe során a török kormány nevében számos megállapodást fogalmazott meg más országokkal a kockázat- és válságkezelés területén.

### A Miniszterelnöki Minisztérium államtitkára
Binali Yıldırım török miniszterelnökké történő kinevezését követően, 2016. június 18-án Oktay-t az államtitkár helyettesévé nevezték ki. A bürokratikus intézmények új digitális és technológiai fejlesztésekkel történő modernizálásáról vált ismertté.
A 2016. július 15-i török puccskísérlet során a fő diplomáciai ellenállás tagja volt. A Törökország által végrehajtott Eufráteszi Pajzs hadművelet és az Olajág hadművelet során Oktay koordinátorként szolgált az érintett különböző bürokratikus intézmények között.

## Alelnökség (2018–)
A 2017-es alkotmányos népszavazáson a választók a választási csalással kapcsolatos vádak közepette szűk körben jóváhagyták az alkotmánymódosítást, amely a végrehajtó elnökség helyett feloszlatta a jelenlegi parlamenti rendszert. Az új kormányzati rendszer szerint a török elnök lenne az állam és a kormány feje is, megszüntetve a korábbi kormányfői posztot, a török miniszterelnöki tisztséget. Az új rendszer bevezette a török alelnöki tisztség létrehozását, akit az elnök nevez ki, és aki az elnök rendelkezésére áll.

### Találkozó
2018. június 24-én előrehozott általános választásokra került sor, amelyeken megválasztották a Nagy Nemzetgyűlés elnökét és 600 parlamenti képviselőt. Az Igazság és Fejlődés Pártja (AKP) jelöltje, Recep Tayyip Erdoğan a szavazatok 52,59%-ával simán megnyerte az elnökválasztást, így nem volt szükség második fordulóra. Pártja szerezte meg a legtöbb parlamenti helyet is, 295 képviselővel azonban nem jutott többséghez.
Azzal, hogy Erdoğan az első elnökként lépett hivatalba az új végrehajtó elnöki rendszerben, azt feltételezték, hogy túlnyomórészt technokrata kabinetet fog elfogadni, és az "Egyesült Államok" modelljét fogja követni azzal, hogy csak egy alelnököt nevez ki, annak ellenére, hogy az alkotmányos változások lehetővé teszik, hogy egyszerre több alelnök is hivatalban legyen. Oktay-t 2018. július 9-én, az új kabinet bejelentésével együtt mutatták be Törökország első alelnökeként, és másnap be is esküdött hivatalába.

## Fordítás
Ez a szócikk részben vagy egészben  a   Fuat Oktay című angol Wikipédia-szócikk fordításán alapul.  Az eredeti cikk szerkesztőit annak laptörténete sorolja fel. Ez a jelzés csupán a megfogalmazás eredetét és a szerzői jogokat jelzi, nem szolgál a cikkben szereplő információk forrásmegjelöléseként.